# Strážiště (Drahobuz)
Strážiště je malá vesnice, část obce Drahobuz v okrese Litoměřice. Nachází se asi 1,5 kilometru severovýchodně od Drahobuze. Strážiště leží v katastrálním území Strážiště u Drahobuze o rozloze 1,77 km².

## Historie
První písemná zmínka pochází z roku 1352. Součástí původně samostatné obce je i osada Lada (něm. Laden).

## Obyvatelstvo
Při sčítání lidu v roce 1921 zde žilo 102 obyvatel (z toho padesát mužů), z nichž byl jeden Čechoslovák a 101 Němců. Všichni byli římskými katolíky. Podle sčítání lidu z roku 1930 měla vesnice 105 obyvatel: jednoho Čechoslováka a 104 Němců. Kromě jednoho evangelíka a jedno člověka bez vyznání se hlásili k římskokatolické církvi.
K tehdejší obci patřila také osada Lada, kde v roce 1921 žilo 59 obyvatel (z toho 25 mužů) německé národnosti a římskokatolického vyznání. Podle sčítání lidu z roku 1930 měla osada 64 obyvatel s nezměněnou národnostní a náboženskou strukturou.
| | 1869 | 1880 | 1890 | 1900 | 1910 | 1921 | 1930 | 1950 | 1961 | 1970 | 1980 | 1991 | 2001 | 2011 |
| --- | ---- | ---- | ---- | ---- | ---- | ---- | ---- | ---- | ---- | ---- | ---- | ---- | ---- | ---- |
| Obyvatelé                                                                                             | 158  | 173  | 191  | 180  | 188  | 161  | 169  | 102  | 46   | 66   | 30   | 10   | 19   | 17   |
| Domy                                                                                                  | 35   | 35   | 34   | 34   | 35   | 35   | 35   | 33   | .    | 19   | 10   | 7    | 31   | 32   |
| Tabulka zahrnuje domy osady Lada a počet domů z roku 1961 je zahrnut v domech místní části Břehoryje. |      |      |      |      |      |      |      |      |      |      |      |      |      |      |